# Rouwverwerking
Rouwverwerking is de manier waarop iemand na een ingrijpende verdrietige ervaring tot rust probeert te komen. Dit proces kan optreden bij het verlies van een baan, een geliefde, een woning, ouders of kinderen of een wedstrijd. De psychologische effecten zijn het sterkst bij het overlijden van een geliefd persoon of als iemand te horen krijgt ongeneeslijk ziek te zijn, of blijvend gehandicapt.
De psychiater Elisabeth Kübler-Ross heeft vijf fasen omschreven die de meeste mensen geheel of gedeeltelijk doorlopen om na een traumatische ervaring weer tot rust te komen. Deze fasen zijn niet voor iedereen even intensief en ook verschilt de volgorde vaak. Iedereen verwerkt rouw op zijn eigen manier.

## De fasen volgens Kübler-Ross
1. OntkenningOntkenning is een algemeen afweermechanisme. In deze fase beschermt de persoon zich door de waarheid geheel af te wijzen. Dit gedrag geeft iemand de gelegenheid om de waarheid gedoseerd tot zich te laten komen. Aan het einde van deze fase gaat de persoon op zoek naar de feiten, de waarheid, de schuldige.
2. Protest (of boosheid)De persoon protesteert tegen de verdrietige ervaring en heeft hierbij veel woede. Men kan gaan huilen en schreeuwen. Men kan soms flink vloeken. Vaak richt de woede zich ook (ten onrechte) tegen de brenger van het nieuws; degene die of het communicatiemiddel dat het slechte nieuws heeft gebracht, zoals de telefoon, de tv, de scheidsrechter, de portier, de politieagent, de rechter, de ex, de arts, enzovoort. Hierbij komen gedachten naar boven als: "Waarom ik?", "waarom nu?", "zoveel", "dit is discriminatie". Ook gedachten van wraak.
Soms probeert men de schuld ook iemand in de schoenen te schuiven; dit kunnen medewerkers zijn of adviseurs, teamgenoten (bij een verloren wedstrijd), collega's (bij ontslag), of ingehuurde professionals zoals trainers, voogden, fysiotherapeuten, verpleegkundigen, artsen, advocaten, maar ook familie. Men heeft niet goed gehandeld of ze hadden dingen anders moeten doen. Het is een gezond psychologisch verdedigingsmiddel om de schuld buiten zichzelf te zoeken. Door zich druk te maken over de schuldvraag ontwijkt men ook het gevoel van verlies en verdriet. Deze fase is voor de onschuldigen soms moeilijk te begrijpen en soms laat men zich ook de schuld in de schoenen schuiven en gaat men zich schuldig voelen. Soms wordt er slachtofferhulp geboden.
3. Onderhandelen en vechtenAls de verliezer merkt dat protesteren en boosheid niet helpt kan men proberen het verlies te verwerken door zich doelen te stellen of beloften te doen. Dit kan vele vormen aannemen, bijvoorbeeld de eigen dood uit te stellen tot een kleinkind is geboren. Een marathon gaan lopen, of een motorfiets kopen. Ook kan men naar de rechter stappen bij een echtscheiding of ontslag. Of men kan het recht in eigen hand nemen en een tegenaanval organiseren. Mensen kunnen de wens ervaren een (ex-)geliefde te gaan stalken.
4. DepressieAls het verdriet niet langer te ontkennen is en protesten, onderhandelingen, tegenaanvallen, etc. niet geholpen hebben, treedt vaak depressie op. De persoon voelt zich machteloos en sluit zich vaak af voor contact of gedraagt zich teruggetrokken. De persoon sluit zich ook af voor communicatie, bijvoorbeeld door weg te lopen, de telefoon er op te gooien, zich ziek te melden, in een donker hoekje te gaan zitten en/of drugs tot zich te nemen zoals alcohol, pijnstillers, kalmeringsmiddelen en slaapmiddelen.
5. AanvaardingNa verloop van tijd ziet de persoon in dat de waarheid niet te bestrijden is en accepteert hij het verdriet. Iemand met een terminale ziekte kan in deze fase bijvoorbeeld met een zekere rust afscheid nemen en iemand die een geliefde heeft verloren, kan weer proberen nieuwe contacten te leggen en plannen te maken voor een leven zonder de geliefde. Iemand die ontslagen is, kan weer een cv op internet zetten en iemand die een wedstrijd verloren heeft kan weer met de training beginnen. Sporters kunnen bijvoorbeeld een andere sport kiezen. Mensen die verhuisd zijn, kunnen hun nieuwe omgeving gaan verkennen. Mensen die een been hebben verloren, kunnen een rolstoel kopen. Mensen die niet meer zonder bril kunnen lezen, kunnen een leesbril kopen.
Dit model werd vervolgens verder geadopteerd door consultants om ook veranderprocessen in organisaties te verklaren.
Kübler-Ross erkende de variabiliteit en complexiteit van individuele ervaringen, en gebruikte de zogenaamde "stadia" van emotionele reacties als een raamwerk om gemeenschappelijke patronen te beschrijven. Ze beschreef deze stadia expliciet als een heuristisch hulpmiddel, waarbij ze opmerkte dat het categorieën zijn die kunstmatig zijn geïsoleerd voor de duidelijkheid, met het begrip dat emotionele reacties vloeibaar en overlappend zijn. In haar boek waarschuwde Kübler-Ross herhaaldelijk dat deze "stadia" kunnen overlappen, gelijktijdig kunnen voorkomen of helemaal kunnen worden gemist, en ze plaatste de term "stadia" zelfs tussen aanhalingstekens in de diagrammatische weergave van het boek om hun voorlopige aard te benadrukken. Het belangrijkste doel van On Death and Dying was om de houding ten opzichte van de ervaringen van stervende patiënten fundamenteel te veranderen door te pleiten voor een humanere en patiëntgerichte benadering in de medische praktijk en daarbuiten, in plaats van de ervaring van sterven alleen maar te definiëren in "stadia".

## Onvermogen
Als iemand niet goed in staat is het verdriet te verwerken, kan een blijvende depressie of een aanpassingsstoornis ontstaan. Mensen in nieuwe omgevingen kunnen een gevoel van heimwee krijgen.

## Kritiek
Ondanks de grote populariteit van het rouwprocesmodel van Kübler-Ross, heeft ze haar beweringen nooit bewezen.  
Op het model van Kübler-Ross is de volgende kritiek gekomen:
1. De diverse fasen zijn geen afzonderlijke entiteiten. De grenzen tussen de fasen zijn vloeiend.
2. De diverse fasen volgen elkaar niet altijd op.
3. Het is niet noodzakelijk dat iemand elke fase doormaakt.
4. De lengte en de intensiteit van de diverse fasen kunnen bij rouwenden heel verschillend zijn.
5. Er bestaat weinig empirisch bewijs voor het faseringsmodel.[3]